# Ronde haring
De ronde haring (Etrumeus teres) is een straalvinnige vissensoort uit de familie van haringen (Clupeidae). De wetenschappelijke naam van de soort is voor het eerst geldig gepubliceerd in 1842 door DeKay. De haringsoort is mogelijk een synoniem van Etrumeus sandina (Mitchill, 1814).